# Макговерн, Джон
Джон Прескот Макговерн (англ. John Prescott McGovern род. 28 октября 1949, Монтроз, Ангус) — шотландский футболист и футбольный тренер.

## Биография

### Игровая карьера
Макговерн начал карьеру в клубе «Хартлпул Юнайтед», за который дебютировал 30 октября 1965 года в матче Четвёртого дивизиона против «Брэдфорд Сити», который «Хартлпул» выиграл со счётом 3:1. Он играл за «Хартлпул» в течение трёх сезонов и по итогам сезона 1967/68 клуб пробился в Третий дивизион.
В сентябре 1968 года Макговерн перешёл в «Дерби Каунти», в составе которого отыграл шесть сезонов, став одним из ключевых игроков команды. Поднявшись с командой из Второго дивизиона в Первый дивизион, Макговерн в 1972 году в составе «Дерби Каунти» выиграл чемпионский титул.
В августе 1974 года перешёл в «Лидс», в котором отыграл 4 игры и больше не играл. Зимой 1975 года перешёл в «Ноттингем Форест», в составе которого отыграл семь с половиной сезонов, став одним из творцов успешного выступления команды, как внутри страны, так и на европейском уровне. В те годы «лесники» на внутренней арене выиграли чемпионский титул 1978 года, два Кубка Английской лиги в 1978 и 1979 годах, а также Суперкубок Англии 1978 года. На европейской арене «Ноттингем Форест» добился главных успехов в истории клуба, выиграв Кубок европейских чемпионов дважды подряд в 1979 и 1980 годах, а также Суперкубок УЕФА 1979 года и при этом он был капитаном знаменитой команды.
В последующие годы играл за «Болтон Уондерерс», где также был играющим тренером, а завершил карьеру в «Хорвич РМИ», который стал для него последним клубом в карьере.

### Тренерская карьера
Работал в тренерском штабе клубов «Чорли» и «Плимут Аргайл», а также был главным тренером клубов «Чорли» (1990–1991), «Ротерем Юнайтед» (1994–1996), «Уокинг» (1997–1998) и  «Илкестон Таун» (2000–2003).